# SNCF XAT 1000
Der XAT 1000, auch als Autorail amphibie bezeichnet, war ein in zwei Exemplaren gebauter Triebwagen der französischen Staatsbahn Société nationale des chemins de fer français (SNCF). Als Zweikraftfahrzeug konnte er sowohl elektrisch unter Fahrdraht als auch dieselelektrisch auf nicht elektrifizierten Strecken verkehren.

## Vorgeschichte
Während in der Zwischenkriegszeit im Straßenverkehr mit Mineralöl betriebene Fahrzeuge große Verbreitung fanden, führte diese Traktionsart bei den Eisenbahnen noch ein Schattendasein. Weder die Eisenbahner noch die Politiker zeigten Interesse an der Dieseltraktion. Dieselöl, das als Nebenprodukt bei der Gewinnung hochwertiger Kraftstoffe anfiel, sollte dem Schiffsverkehr vorbehalten sein. In den 1930er Jahren hatte lediglich die Bahngesellschaft Compagnie des chemins de fer de Paris à Lyon et à la Méditerranée (PLM) Erfahrung mit Dieselfahrzeugen, die sie vor allem auf ihrem 513 km langen algerischen Netz erworben hatte.

## Geschichte
Die Compagnie du chemin de fer de Paris à Orléans et du Midi (PO Midi), zu der sich 1934 die die Compagnie du chemin de fer de Paris à Orléans (PO) und die Compagnie des chemins de fer du Midi zusammengeschlossen hatten, verfügte über zahlreiche mit 1500 V Gleichspannung elektrifizierte Strecken von auch teilweise untergeordneter Bedeutung. Sie suchte nach einer Möglichkeit, Triebwagen sowohl elektrisch als auch – auf nicht elektrifizierten Strecken – mit Hilfe einer weiteren Antriebsform verkehren zu lassen. Zu diesem Zweck gab sie 1937 bei Alsthom (Werk Tarbes) zwei Zweikraftfahrzeuge in Auftrag. Die als ZZAT 1001 und 1002 bezeichneten Triebwagen wurden als XAT 1001 und 1002 1939 an die SNCF ausgeliefert, in der die PO Midi am 1. Januar 1938 aufgegangen war.
Erste Testfahrten wurden auf der Bahnstrecke Pau–Canfranc durchgeführt. Im regulären Verkehr wurden die Triebwagen von Bordeaux bis Libourne bzw. Coutras elektrisch unter Fahrdraht, auf den anschließenden Strecken nach Bergerac bzw. Périgueux dieselelektrisch bewegt. Während des Zweiten Weltkriegs liefen sie – wegen des herrschenden Treibstoffmangels – ausschließlich auf den elektrifizierten Strecken rund um Bordeaux, die ihren Strom aus Wasserkraftwerken in den Pyrenäen bezogen.
In der Nachkriegszeit wurde hingegen der elektrische Antrieb kaum noch genutzt. Die entsprechenden Komponenten wurden, soweit überflüssig, 1952 entfernt und die Fahrzeuge erhielten neue, 209 kW leistende Dieselmotoren der Bauart Renault 517. Als nunmehr reine Dieseltriebwagen liefen sie noch bis 1959, anschließend wurden sie ihrer Motoren beraubt und als Dienstwagen verwendet.

## Beschreibung
Der 25,68 m lange Triebwagen ruhte auf zwei Drehgestellen. Zwei je 152 kW leistende Elektromotoren des Typs TA 611 A bewegten die Achsen des Triebdrehgestells, das sich unter dem mit dem Pantografen bestückten Fahrzeugende befand. Im Raum über dem Laufdrehgestell am anderen Fahrzeugende waren der 362 kW starke Sechszylinder-Dieselmotor und zwei Generatoren untergebracht.
Das 55 t schwere Fahrzeug verkehrte, bei einer möglichen Höchstgeschwindigkeit von 130 km/h, mit bis zu 120 km/h. Es hatte Zug- und Stoßvorrichtungen, um mit Beiwagen – oder in Mehrfachtraktion mit weiteren Triebwagen – zu laufen. Der mit einem Dampfkessel beheizte Fahrgastraum wies 68 Sitz- und 26 Stehplätze auf. Zunächst waren die Triebwagen in den PO-Midi-Farben blau (unterhalb des Fensterbands) und grau, später im Stil der SNCF rot und cremefarben lackiert.